# Aonio Paleario
Aonio Paleario, född omkring 1503 i Veroli, död 1570 i Rom, var en italiensk humanist, även kallad Aonius Palearius. 
Högt uppburen för sin omfattande lärdom och vältalighet, meddelade Paleario på flera olika ställen, företrädesvis i Siena, undervisning i retorik och filologi. Under 1530-talet synes hans religiösa åskådning ha undergått en genomgripande förändring, som trädde i dagen 1542, då han i samband med det stora angreppet på den italienska protestantismen anklagades för kätteri. 
Anklagelsen grundades mest på hans skrift Della pienezza sufficienza, et satisfazione della passione di Christo, eller Libellus de morte Christi (1542), som visade frändskap med de tyska reformatorernas evangeliska uppfattning (den blev sedan förväxlad med den italienska protestantismens berömdaste alster, Del benefizio di Gesù Cristo crocefisso, som inte har Paleario till författare). 
Det mästerliga försvarstal, som han höll, skaffade honom den gången friheten, även om han måste lämna Siena. Paleario blev 1546 professor i Lucca och 1555 i Milano. Här blev han för andra gången ställd inför inkvisitionen, men frigavs även nu (1560). Då hans evangeliska åskådning och kritik av inkvisitionens förfarande allt tydligare framträdde, greps han ånyo 1567.
Han släpades till Rom, där han tre år fick försmäkta i fängelse; under förhören bragtes den försvagade gamle delvis till återkallelse, vilken han emellertid gottgjorde genom en modig martyrdöd på bålet som evangelisk kristen. "Hans bref visa en alltigenom ädel karaktär", skriver Hjalmar Holmquist i Nordisk Familjebok.